# Estetika

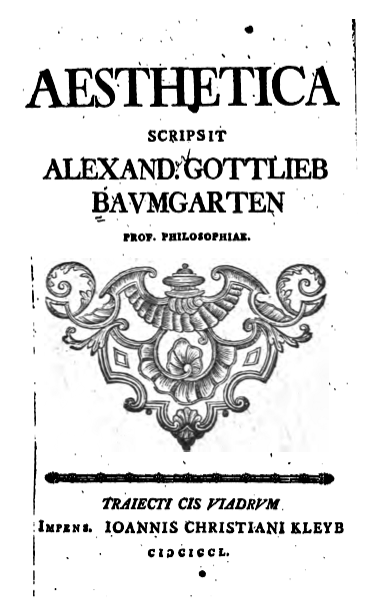
Aesthetica

Estetika (z řec. aisthetikos - vnímavost, cit (pro krásu)) je filosofická disciplína zabývající se krásnem, jeho působením na člověka, lidským vnímáním pocitů a dojmů z uměleckých i přírodních výtvorů. Estetické úvahy provázely filosofii již od jejích samotných počátků, jako samostatnou disciplínu však estetiku vymezil až roku 1750 A. G. Baumgarten.

## Historie

### Pythagorejci
Pýthagorás a jeho následovníci (viz pythagorejci) spatřovali krásu v dokonalosti matematického řádu světa. Tento řád byl podle pythagorejců tvořen nezávisle existujícími přirozenými čísly (= počty) a jejich poměry (racionálními čísly). V místech, kde se v reálném světě počty a poměry projevovaly s největší mírou dokonalosti, byla dle jejich názoru soustředěna nejvyšší krása. Tato pythagorejská teorie byla podpořena i řadou jejich výsledků „experimentálních“, jako bylo například zjištění, že vzdálenosti otvorů na flétně, jejichž postupným odkrýváním a zakrýváním lze zahrát základní stupnici (libozvučných a tedy krásných) tónů, vytváří mezi sebou poměry dané nízkými (do 10) přirozenými čísly.
Za nejdokonalejší ze všech poměrů považovali pythagorejci takzvaný zlatý řez.

### Platón
Podle Platóna je krásno sepětím dobra, pravdy a krásy. Jeho systém pohledu na umění se nazývá „mimetický“ podle slova mimesis = nápodoba. V 10. knize Ústavy tuto teorii rozvíjí na příkladu existence tří druhů lavic. Jedna jako idea, jedna skutečná, tedy řemeslný výrobek a jedna namalovaná umělcem. Ta poslední má podle Platóna nejmenší hodnotu, je totiž jen odrazem skutečnosti a tedy nejdále od pravdy, ideje a nejvyššího dobra.

### Aristoteles
Aristoteles říká, že "působením umění vzniká všechno, čeho tvar je v duši." Tedy působením umění vytvoří umělec ze své představy věc, dá jí tvar. Aristotelův systém je také mimetický, ale nikoliv v negativním smyslu jako u Platóna. Záliba v napodobeninách je člověku přirozená stejně jako poznávání. Umění je také prostředkem k uvolnění citu. Teorie o umění, především básnickém, se nacházejí ve spisu "Poetika" a všeobecné poznatky o vzniku a příčinách věcí v "Metafyzice".

### Středověké křesťanství
V křesťanské filosofii (například u Augustina) je estetika zcela v područí teologie. Bůh je nejvyšší krása, a tedy veškerá krása ve světě pochází od Boha, nikoli od člověka.

### Baumgarten
Alexander Gottlieb Baumgarten (1714-1762) svým spisem Aesthetica (1750) vyhlásil estetiku za speciální oblast filosofie a dal jí tak zároveň jméno, do té doby nepoužívané. Byl přesvědčen, že vedle logiky rozumu je nutno prozkoumat ještě logiku obrazotvornosti. Obrazotvornost považoval za nižší, zmatený, ale přesto důležitý stupeň poznávacího procesu. Právě této oblasti se měl věnovat nově vyhlášený vědní obor - estetika. Podle Baumgartena má tedy studovat především výtvory krásných umění, které patří k nižšímu poznání, k nejasnému chápání, k zmatené obrazotvornosti.

### Kant
Immanuel Kant se estetikou zabývá ve spise Kritika soudnosti. Přichází s vkusovým soudem, což je podle něj samostatná duševní potence, nikoliv součást rozumu, a je výrazně subjektivní. Vkusový soud je jedinečný a nelze jej zobecňovat. Kant je formalista, krása podle něj není v obsahu, jako například u Hegela, ale ve formě, z čehož vyplývá jeho averze vůči služebnosti umění, kterou s sebou důraz na obsahovost může přinášet. Kromě toho dělí umění na mechanická (řemesla apod.) a estetická (zde je smyslem pocit libosti).

### Moderní pojetí
V moderní době (od konce 19. století) se pojetí estetiky různí. Estetika je vnímána a vykládána pod vlivem fenomenologie, existencialismu, intuitivismu a mnoha dalších směrů. Velký význam hraje estetika v postmoderní filosofii a umění.